# Meridiano 15 W
O meridiano 15 W é um meridiano que, partindo do Polo Norte, atravessa o Oceano Ártico, Gronelândia, Islândia, Oceano Atlântico, África, Oceano Antártico, Antártida e chega ao Polo Sul. Forma um círculo máximo com o Meridiano 165 E.
Começando no Polo Norte, o meridiano 15º Oeste tem os seguintes cruzamentos:
| País, território ou mar | Notas                                        |
| ----------------------- | -------------------------------------------- |
| Oceano Ártico           |                                              |
| Gronelândia             |                                              |
| Oceano Ártico           | Mar da Gronelândia                           |
| Islândia                |                                              |
| Oceano Atlântico        |                                              |
| Saara Ocidental         | Reclamado por Marrocos                       |
| Mauritânia              |                                              |
| Senegal                 |                                              |
| Gâmbia                  |                                              |
| Senegal                 |                                              |
| Guiné-Bissau            |                                              |
| Guiné                   | Ilha Katchek                                 |
| Oceano Atlântico        |                                              |
| Oceano Antártico        |                                              |
| Antártida               | Terra da Rainha Maud, reclamada pela Noruega |